# Ґореня Вас (Канал)
Ґореня Вас (словен. Gorenja Vas) — поселення на правому березі річки Соча в общині Канал, Регіон Горишка, Словенія. Висота над рівнем моря: 274,1 м.